# Požár na obloze
Požár na obloze je profilové album českého básníka Jaromíra Pelce, vzniklé za spolupráce s hudebníkem Vladimírem Mišíkem. Ten pro něj složil a nazpíval sedm písní s Pelcovými texty. Spolu s Jaroslavem Olinem Nejezchlebou a Ivanem Myslikovjanem vytvořil i scénickou hudbu. Album bylo nahráno v listopadu 1987 v pražském studiu Lucerna a vydáno jako LP deska Supraphonu na jaře 1989. Digitalizovanou reedici vydal Supraphon v květnu 2018.

## Vznik

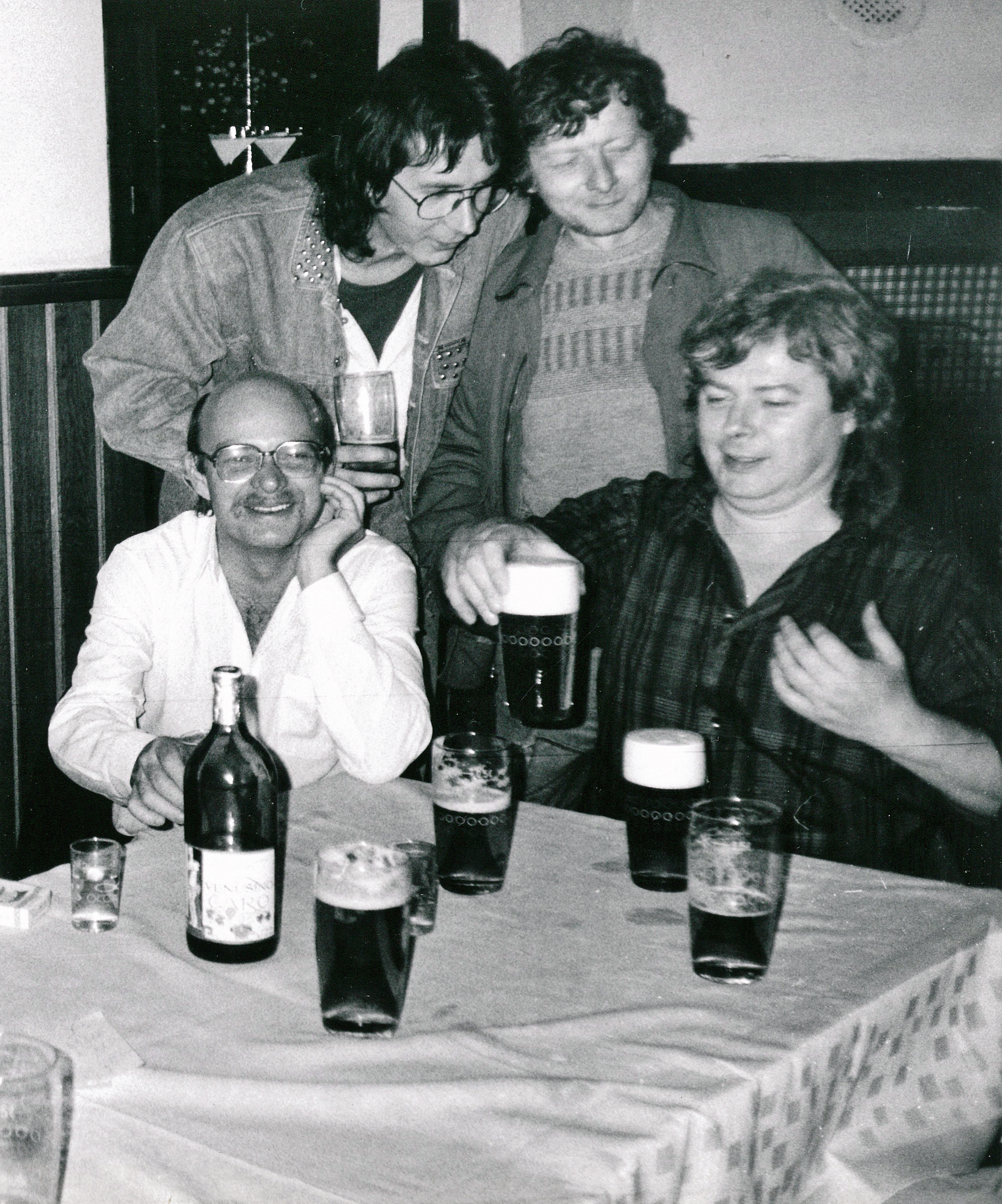
Jaromír Pelc a Etc… – Vladimír Mišík, Jaroslav Olin Nejezchleba, Jan Hrubý. Období zkoušek na pořad „Požár na obloze“, hostinec U Zábranských, prosinec 1985

Základem alba je stejnojmenné představení v pražské Viole z roku 1986 s podtitulem „Zaklínání na téma láska a rozvod pro ženský hlas, mužský hlas, zpěváka a gestický doprovod“, k němuž napsal scénář a režíroval ho Vladimír Merta. V pásmu účinkovala Taťjana Medvecká (Žena), Michal Pavlata (Muž), Vladimír Mišík (Zpěvák) a baletka Eva Černá (Alter ego). Jaroslav Olin Nejezchleba hrál na violoncello, Jan Hrubý na housle a Vladimír Merta na akustickou kytaru (spolu s Mišíkem rovněž zpíval). Pořad měl premiéru 18. února 1986, reprízoval se do léta 1987.

## Knihy
Album i představení ve Viole vychází z Pelcovy básnické sbírky Kufr kouzelníka Boska (knižně Melantrich 1987, edice Poesie, sv. 137, v kolibřím vydání, 120 str., 6000 výtisků). Pod názvem Požár na obloze vyšel později také výbor z Pelcovy milostné poezie, v němž jsou zahrnuty i písně a básně z alba (Československý spisovatel 1988, kolibří edice Prstýnek, 152 str., 8000 výtisků).

## Seznam skladeb a básní

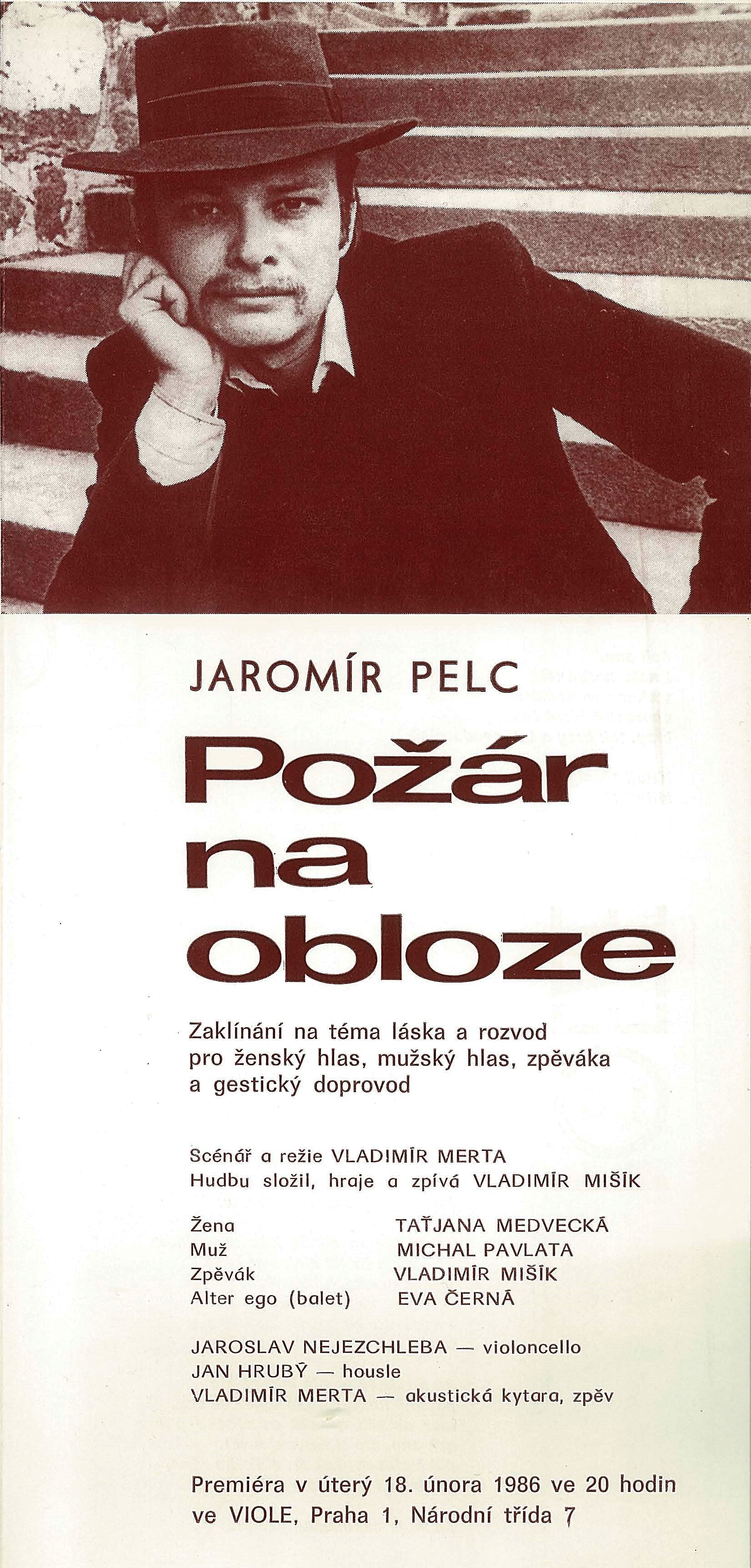
Program Poetické vinárny Viola, vydaný k pásmu Jaromíra Pelce „Požár na obloze“ (1986)

### 1. strana (1. část)
- 1. Zůstala sama (píseň)
- 2. Závan vůně
- 3. Šém (píseň)
- 4. Víš o něčem takovém?
- 5. Milují se, protože se milují (píseň)
- 6. Znova a načisto
- 7. Krátký záchvat
- 8. Nahoru, dolů
- 9. „Nový partner“
- 10. Propast nad hlavou
- 11. Rozvod
- 12. Rozvedeni

### 2. strana (2. část)
- 13. Švýcarská (píseň)
- 14. Spiknutí ltd.
- 15. Někomu jinému
- 16. Partir -c´est toujours mourir un peu (píseň)
- 17. Něžná noc
- 18. Čára štětcem (píseň)
- 19. A přece
- 20. Hluboká zeleň
- 21. Bylo to nádherné
- 22. Čisto
- 23. Zavřené oči (píseň)[2]